# Sandrigo
Sandrigo é uma comuna italiana da região do Vêneto, província de Vicenza, com cerca de 8.020 habitantes (2003). Estende-se por uma área de 27 km², tendo uma densidade populacional de 297 hab/km². Faz fronteira com Bolzano Vicentino, Breganze, Bressanvido, Dueville, Montecchio Precalcino, Monticello Conte Otto, Pozzoleone, Schiavon.

## Demografia
| Variação demográfica do município entre 1861 e 2011                               |
|                                                                                   |
| Fonte: Istituto Nazionale di Statistica (ISTAT) - Elaboração gráfica da Wikipedia |